# Bežecký rajón
Bežecký rajón (rusky Бежецкий район) je jeden z rajónů Tverské oblasti v Rusku. Jeho administrativním centrem je město Bežeck. V roce 2015 zde žilo 34 471 obyvatel.

## Geografie
Rajón leží na východě Tverské oblasti. Jeho rozloha je 2 810 km². Skládá se z 14 samosprávných obecních obvodů, z toho je jeden městský a 13 vesnických.
Sousední rajóny:
- sever – Molokovský rajón
- východ – Krasnocholmský rajón, Sonkovský rajón, Kesovogorský rajón
- jih – Kašinský rajón, Rameškovský rajón
- západ – Maksatichinský rajón